# Acacia pseudotrichodes
Acacia pseudotrichodes é uma espécie de leguminosa do gênero Acacia, pertencente à família Fabaceae.